# Hymenophyllum productum
Hymenophyllum productum är en hinnbräkenväxtart som beskrevs av Kze. Hymenophyllum productum ingår i släktet Hymenophyllum och familjen Hymenophyllaceae. Inga underarter finns listade.